# 피아노 소나타 (베토벤)
루트비히 판 베토벤은 1795년과 1822년 사이에 32개의 피아노 소나타를 작곡하였다. 처음부터 이런 큰 의미를 갖는 하나의 작품군을 만들 것이라고 생각하고 시작한 것은 아니었으나, 이들은 음악 역사상 가장 중요한 작품 모음 중 하나를 이루고 있다. 19세기 초 독일의 거장 지휘자인 한스 폰 불로는 "바흐의 평균율 클라비어는 건반 음악의 구약성서를 이루고, 베토벤의 피아노 소나타는 피아노의 신약성서를 이룬다"라고 말했다.
베토벤의 피아노 소나타는 콘서트홀 공연에 적합한 주요 피아노 곡의 첫 번째 주기로 주목받았다. 베토벤의 소나타는 개인 및 공공 공연에 모두 적합하기 때문에 "살롱과 콘서트홀의 세계를 연결하는 다리"를 형성한다. 단일의 공연 주기에서 베토벤의 소나타 전 곡을 처음으로 연주한 사람은 한스 폰 뷜로 남작이었고, 첫번째로 베토벤의 소나타 전 곡을 녹음한 사람은 히즈 마스터 보이스 레이블을 통해 녹음한 아르투르 슈나벨이었다.

## 소나타 목록

### 습작기적 소나타
1782-3년에 쓰여진 세 개의 소나타는 출판 당시에 베토벤의 나이가 열세 살이었기 때문에, 베토벤 피아노 소나타 전체 세트의 일부로 인정되지 않는다. 이 작품은 베토벤이 최초로 쓴 피아노 소나타이다.
- WoO 47: 세 개의 피아노 소나타 (작곡시기 1782-3, 발표 1783)
  1. 피아노 소나타 내림마장조
  2. 피아노 소나타 바단조
  3. 피아노 소나타 라장조

### 초기 소나타
베토벤의 초기 소나타는 하이든과 모차르트의 영향을 많이 받았다. 그의 피아노 소나타 1, 2, 3, 4, 7, 11, 12, 13 및 15번은 4악장으로 구성되어 있으며, 이는 그 당시에 드문 구성이었다.
- Opus 2: 세 개의 피아노 소나타 (1795)
  1. 피아노 소나타 1번 바단조
  2. 피아노 소나타 2번 가장조
  3. 피아노 소나타 3번 다장조

- Opus 49: 두 개의 피아노 소나타 (1795-6)
  1. 피아노 소나타 19번 사단조
  2. 피아노 소나타 20번 사장조

- Opus 7: 피아노 소나타 4번 내림마장조 ("그랜드 소나타") (1797)
- Opus 10: 세 개의 피아노 소나타 (1798)
  1. 피아노 소나타 5번 다단조
  2. 피아노 소나타 6번 바장조
  3. 피아노 소나타 7번 라장조

- Opus 13: 피아노 소나타 8 번 다단조 ("비창 소나타") (1798)

- Opus 14: 두 개의 피아노 소나타 (1799)
  1. 피아노 소나타 9번 마장조 (이 곡은 1801년에 베토벤에 의해 현악 4중주 F 장조 (H 34)로도 편곡되었다)
  2. 피아노 소나타 10번 사장조

- Opus 22: 피아노 소나타 11번 내림나장조 (1800)

- Opus 26: 피아노 소나타 12번 내림가장조 ("장송 행진곡") (1801)

- Opus 27: 두 개의 피아노 소나타 (1801)
  1. 피아노 소나타 13번 내림마장조 '환상곡 풍 소나타'
  2. 피아노 소나타 14번 올림다단조 '환상곡 풍 소나타' ("월광 소나타")

- Opus 28: 피아노 소나타 15번 라장조 ("전원") (1801)

### 중기 소나타
첫 열다섯 개의 소나타를 쓴 후, 베토벤은 벤젤 크럼폴츠에게 "앞으로 새로운 길을 택할 것이다."라는 내용의 편지를 썼다. 이 시기의 베토벤 소나타는 그의 이전 소나타와 매우 다르게 하이든과 모차르트의 일반적인 소나타 형태를 수정하였고 표현의 깊이 또한 더욱 대담해졌다. 대부분의 낭만주의 시대 소나타는 베토벤의 영향을 많이 받았다. 1804년 이후 베토벤은 소나타 군의 출판을 중단하고 각각 하나의 작품으로만 작곡하였다. 왜 그렇게 하였는지는 확실하지 않다.
- Opus 31: 세 개의 피아노 소나타 (1802)
  1. 피아노 소나타 16번 사장조
  2. 피아노 소나타 17번 라단조 ("템페스트")
  3. 피아노 소나타 18번 내림마장조 ("사냥")

- Opus 53: 피아노 소나타 21번 C 장조 ("발트슈타인") (1803)
  - WoO 57: 안단테 파보리 — 원래 "발트슈타인" 소나타의 중간 악장으로 의도됨 (1804)

- Opus 54: 피아노 소나타 22번 바장조 (1804)
- Opus 57: 피아노 소나타 23번 바단조 ("열정") (1805)
- Opus 78: 피아노 소나타 24번 올림바장조 ("테레제를 위하여") (1809)
- Opus 79: 피아노 소나타 25번 사장조 ("뻐꾸기") (1809)
- Opus 81a: 피아노 소나타 26번 내림마장조 ("고별") (1810)
- Opus 90: 피아노 소나타 27번 마단조 (1814)

### 후기 소나타
베토벤의 후기 소나타는 그의 가장 어려운 작품 중 일부였으며 오늘날 가장 어려운 레퍼토리 중 일부이다. 다시 그의 음악은 기존의 소나타 형태에서 완전히 벗어나 푸가 기술을 자주 적용하는 새로운 양식을 사용하였다. "하머클라비어"는 베토벤의 가장 어려운 소나타로 여겨진다. 실제로 리스트가 연주회에서 연주하기 전까지는 거의 15년 동안 연주하기 불가능한 곡으로 간주되었다.
- Opus 101: 피아노 소나타 28번 가장조 (1816)
- Opus 106: 피아노 소나타 29번 내림나장조 ("하머클라비어") (1818)
- Opus 109: 피아노 소나타 30번 마장조 (1820)
- Opus 110: 피아노 소나타 31번 내림가장조 (1821)
- Opus 111: 피아노 소나타 32번 다단조 (1822)

## 공연 및 녹음
단일의 공연 주기에서 한스 폰 불로가 32개 소나타 전곡을 처음 연주하였다. 아르투르 슈나벨(폰 불로 이후 전 곡을 완전히 외워서 연주한 첫 번째 피아니스트)을 포함한 몇 명의 피아니스트들이 엄청난 업적을 이루려고 노력하였다. 로저 우드워드 및 소나타 전 곡을 두 번 연주–40세 때 첫 연주, 그리고 20년 후인 2013년에 다시 연주–한 마이클 후스타운을 포함하여 여러 다른 피아니스트가 이를 시도하였다. 클라우디오 아라우, 알프레드 브렌델, 그리고 마우리치오 폴리니도 여러 번 전 곡을 연주하였다. 다니엘 바렌보임은 텔아비브, 비엔나, 베를린, 파리, 프라하, 뉴욕 및 그의 고향인 부에노스 아이레스를 포함한 전 세계 도시에서 여러번 전 곡을 연주하였다.
베토벤의 피아노 전곡을 녹음한 최초의 피아니스트는 아르투르 슈나벨이었다. 그는 1932년에서 1935년 사이에 영국 음반 회사인 His Master's Voice (HMV)를 통해 녹음했다. 베토벤의 피아노 전 곡을 출반한 다른 피아니스트로는 클라우디오 아라우, 블라디미르 아시케나지, 빌헬름 박하우스, 다니엘 바렌보임 (2회), 말콤 빈스, 알프레드 브렌델 (3회), 로날트 브라우티함, 파울 바두라스코다, 루돌프 부흐빈더, 존 오코너, 애니 피셔, 클로드 프랑크, 리처드 구드, 마리야 그린버그, 프리드리히 굴다, 예노 얀도, 빌헬름 켐프 (2회), 안톤 쿠에르티, 폴 루이스, 루이 로르티, 베르나르 로버츠, 이브 나트, 스티븐 코바체비치, 장 베르나르 포미에, 알프레도 펄, 마우리치오 폴리니, 안드라스 쉬프, 러셀 셔먼, 로버트 톱, 리타 부불리디, 조르주 플뤼데마셰, 제라드 윌렘스, 이리나 메주에바, 이연화, 임현정, 백건우, 김선욱, 손민수, 사키야 아키히로, 키구치 유스케, 코스게 유, 마리 코다마, 미츠타카 시라이시, 나카미치 이쿠코, 야마네 야에코, 소노다 타카히로, 스기타니 쇼코, 사코 아키요시 등이 있다.
베토벤 곡의 연주로 잘 알려진 솔로몬과 에밀 길렐스는 소나타의 녹음을 시작했지만, 두 연주자 모두 전 곡을 완성하지는 못했다. 솔로몬은 뇌출혈로 연주를 중단하였고, 길렐스는 전곡을 녹음하기 전인 1985년에 사망했다.
글렌 굴드, 스비아토슬라프 리히터, 루돌프 세르킨은 몇 개의 선택된 소나타를 녹음했지만 완전한 시리즈는 녹음하지 않았다.

## 편곡
Opus 27은 나단 켈리가 심포니 오케스트라를 위해 오케스트레이션 했다. Op. 106 소나타는 펠릭스 바인가르트너에 의해 낭만주의 형식의 오케스트라 곡으로 편곡되었다. 오귀스트 블론듀는 아드 폰테스 사중주단에 의해 녹음된 Opus 2, 세 개의 소나타의 현악 사중주 버전을 편곡했다.

## 참고 문헌
- Rosen, Charles (2002). 《Beethoven's Piano Sonatas: A Short Companion》. Yale University Press. ISBN 978-0-300-09070-3.
- Tovey, Donald (1999). 《A Companion to Beethoven's Piano Sonatas》. Associated Board of the Royal Schools of Music. ISBN 978-1-86096-086-4.
- Taub, Robert (2009). 《Playing the Beethoven Piano Sonatas》. Amadeus Press. ISBN 978-1-57467-178-0.
- Behrend, William (1988). 《Ludwig Van Beethoven's Pianoforte Sonatas》. Ams Pr Inc. ISBN 978-0-404-12861-6.
- Matthews, Denis (1967). 《Beethoven piano sonatas》. British Broadcasting Corporation.
- Drake, Kenneth (2000). 《The Beethoven sonatas and the creative experience》. Indiana University Press. ISBN 978-0-253-21382-2.
- Harding, Henry Alfred (2010). 《Analysis of Form in Beethoven's Sonatas》. Nabu Press. ISBN 978-1-176-31116-9.